# Lijst van Omnitrixruimtewezens
Dit is een lijst van alle bekende ruimtewezens waarin Ben Tennyson zichzelf in de animatieseries Ben 10, Ben 10: Alien Force en Ben 10: Ultimate Alien de protagonist kan veranderen met behulp van de omnitrix en de Ultimatrix.

## Oorspronkelijke ruimtewezens uit Ben 10
Dit zijn de oorspronkelijke tien buitenaardse wezens waarvan Ben het bestaan ontdekte tijdens het eerste seizoen van de serie.

### Diamondhead
Diamondhead (in het Nederlands bekend als Diamantkop) is een Petrosapien ("Petro-" refereert aan steen, "sapien" naar een intelligent wezen") van de planeet Petropia. Petropia is een met kristallen bedekte wereld, en de inwoners zijn dan ook op deze kristalsoort gebaseerd.
Diamondheads lichaam bestaat uit een zeer sterk kristal, wat hem bijna onverwoestbaar maakt. Zijn scherpe kristallen lichaam kan andere vormen aannemen; zo kan hij uit elk deel van zijn lichaam steekwapens of scherpe punten laten groeien. Ook kan hij energieaanvallen terugkaatsen, kristallen projectielen afvuren en kristallen uit het niets doen ontstaan. Gecombineerd met zijn bovenmenselijke kracht is Diamondhead een levend wapen.
Diamondheads zwakke plek is dat zijn kristallen lichaam kan verbrijzelen door sonische vibraties of door harde klappen. Hoewel hij lichaamsdelen kan regenereren, is er een limiet aan hoe vaak hij dit kan. Diamondhead is Bens zesde ruimtewezen.
In de originele plannen zou niet Cannonbolt, maar Diamondhead later ontdekt worden, maar dat ging uiteindelijk niet door.

### Fourarms
Bens meest gebruikte offensieve vorm. Fourarms (in het Frans Quatre Bras) is een Tetramani (tetra betekent "vier" in het Grieks, mani betekent "handen" in het Latijn) van de planeet Khoros. Tetramanis zijn reuzen in vergelijking met andere soorten, met een gemiddelde hoogte van 2 meter. Ze zijn meesters in ongewapende gevechten.
Fourarms heeft, zoals zijn naam al aangeeft, vier armen en is vooral bekend om zijn enorme fysieke kracht, uithoudingsvermogen, gepantserde huid en dichte spiermassa. Fourarms kan schokgolven veroorzaken door op de grond te slaan of te klappen. Verder kan hij zeer hoog springen.
Ondanks zijn kracht is zijn spiermassa ook zijn zwakke plek. Fourarms is gemaakt voor kracht, niet voor snelheid. Hij is dus in het nadeel tegen kleinere en snellere tegenstanders en hij kan ook niet een aanval snel ontwijken. Verder kent Ben als Fourarms zijn eigen kracht niet en veroorzaakt vaak onbedoeld grote schade.
Fourarms is het meest gebruikte ruimtewezen in de serie, daar hij het beste aansluit bij Bens’ manier van vechten: zonder strategie gewoon blindelings een vijand te lijf gaan. Fourarms is Bens tweede ruimtewezen.

### Ghostfreak
Ghostfreak (in het Nederlands Spokie, maar later in The Return en Be Afraid of the Dark Ghostfreak of Ghostie of Geestenfreak) is een Ectonurite (ecto als woordspeling op ectoplasma en nurite als referentie naar nocturnal) van de planeet Anur Phaetos. Het is niet bekend wat voor soort wereld dit is, er wordt gedacht dat het een andere dimensie is. Ghostfreak is een spook. Zijn soort staat bekend als de meest angstaanjagende soort in het universum.
Ghostfreak zag er in eerste instantie uit als een spook zonder gezicht, met een oog dat zich via zwarte lijnen over zijn hele lichaam kon bewegen. Hij kon onzichtbaar worden en door muren zweven. Onder zijn huid zaten grijze tentakels, die voornamelijk werden gebruikt om tegenstanders bang te maken.
In seizoen 2 werd duidelijk dat er meer met Ghostfreak aan de hand was. Ectonurites hebben de unieke eigenschap dat hun hele persoonlijkheid en herinneringen opgeslagen zitten in hun DNA. Als gevolg daarvan was de Ghostfreak uit de Omnitrix geheel op de hoogte van wat er gebeurde. Hij wist te ontsnappen uit de Omnitrix en nam toen zijn ware gedaante aan: een wezen met een omgekeerde schedel als hoofd, een enkel oog, een donkerblauwe-grijze huid, uitstekende botten en klauwen. Het bleek dat de Ghostfreak uit de Omnitrix een speciale huid droeg die hem beschermde tegen zonlicht (normaal kunnen Ectonurites hier niet tegen).
Maar het kan ook dat Ghostfreak zoals in de Engelse Wikipedia staat toen Myaxx het DNA voor de Omnitrix verzamelde dat Ghostfreak in de Florauna (Wildvine) die ze het DNA van gebruikte in de Omnitrix is gekomen.
In deze ware gedaante kon Ghostfreak ook energiestralen afvuren. Ook bleek hij telepathische krachten te hebben.
Na uit de Omnitrix te zijn ontsnapt werd Ghostfreak een vijand die tweemaal door Ben werd bevochten. In seizoen 3 werd Ghostfreak vernietigd door zonlicht, maar niet voordat een deel van zijn DNA weer in de Omnitrix belandde (het was zijn echte vorm die terug in de Omnitrix kwam, niet zijn beschermde).

### Grey Matter
Grey Matter (in het Nederlands Grijze Massa) is een Galvan van de planeet Galvan Prime later genoemd Galvan Mark II. Grey Matter is het enige ruimtewezen in de Omnitrix die niet gemaakt is voor gevechten. Hij is klein van stuk en heeft geen wapens of speciale krachten. Grey Matter is daarentegen zeer intelligent. Galvan Prime is een van de meest geavanceerde werelden in het universum.
Als Ben in Grey Matter verandert, neemt zijn intelligentie enorm toe. Hij kan dan de vreemdste machines bouwen, of gemakkelijk vijandige machines saboteren, zelfs machines die hij nog nooit eerder heeft gezien. Soms zegt Ben ook dingen die hij zelf niet begrijpt als hij terug veranderd in zichzelf. Dit komt doordat Galvans opgevoed worden als zeer intelligente wezens, en erop worden getraind om complexe machines binnen te gaan en deze van binnenuit te besturen. Grey Matters lichaam bestaat uit zachte en flexibele botten, waardoor hij in de kleinste ruimtes kan kruipen of snel aan gevaar kan ontsnappen. Zijn tanden zijn vlijmscherp en zijn tong lang en kleverig. Verder kan hij maar lastig worden vastgepakt.
Door de persoonlijkheidsmix van Ben en Grey Matter ontstaan vaak komische situaties waarin Grey Matter in allerlei wetenschappelijke termen iets uitlegt, en vervolgens zelf niet weet wat hij nu eigenlijk gezegd heeft.

### Heatblast
Heatblast (in het Nederlands Vuurvlaag) is een Pyronite (Oudgrieks πῦρ (pur) betekent vuur) van de ster Pyros. Pyros is uniek omdat dit geen planeet is, maar een zon. De inwoners zijn allemaal op vuur gebaseerde wezens.
Dankzij hun leefomgeving hebben Pyronites geleerd hoe ze hitte door wilskracht kunnen controleren. Als een Pyronite kan Heatblast vuur afschieten uit zijn lichaam. Hij kan dit vuur elke gewenste vorm aan laten nemen. Via vuurmanipulatie kan Heatblast ook vliegen en transporttornado’s opwekken. Indien nodig kan Heatblast vuur uit zijn omgeving absorberen en zo branden blussen.
Daar hij gemaakt is van levend vuur is Heatblast goed bestand tegen verwondingen, zelfs als hij door dingen heen wordt gegooid. Aan de andere kant is hij kwetsbaar voor water en brandblussers. Hoewel Pyronites kleine hoeveelheden hiervan nog kunnen verdampen, kunnen grote hoeveelheden fataal worden. Een ander nadelig effect is dat Heatblast niet zijn lichaamstemperatuur kan verlagen, en dus vrijwel alles wat hij aanraakt in brand steekt. Als Ben verkouden is kan Heatblast geen vuur aanvallen doen, maar zijn het ijsstralen.
Heatblast was het eerste ruimtewezen waarin Ben veranderde.

### Ripjaws
Ripjaws (in het Nederlands Scheurbek) is een Pisccis Volann van de waterplaneet Pisccis. Deze planeet is een grote oceaan en thuis van vele exotische soorten. Ripjaws lijkt op een combinatie van een alligator, een aal, een vinarmige en een bloedzuiger.
Ripjaws is een amfibie. Hij kan zich op het land voortbewegen met benen (gelijk aan een mens), maar is het meest thuis in het water. Onder water vormen zijn benen zich tot een staart. Ripjaws kan onder water ademen en is in het water zeer wendbaar en snel. Ripjaws kan de druk op grote diepten weerstaan, en de lichtgevende voelspriet bij zijn hoofd stelt hem in staat om ook in het donker van de dieptes te zien. Zijn enorme bek zit vol messcherpe tanden die door vrijwel alles heen kunnen bijten.
Daar hij een waterwezen is, is Ripjaws machteloos op het land. Hij moet nat blijven en kan maar korte tijd boven water ademen. Omdat Ripjaws slechts in het water van nut is, wordt hij niet zo vaak gezien in de serie.

### Stinkfly
Stinkfly (in het Nederlands Stinkvlieg) is een Lepidopterran van de planeet Lepidopterra. Dit is een moerasplaneet. Stinkfly is een insect dat een combinatie lijkt te zijn van verschillende aardse insecten. Hij heeft echter wel het formaat van een mens.
Stinkflys sterkste wapens zijn z’n vleugels. Deze geven hem een zeer grote snelheid en behendigheid in de lucht, en zijn sterk genoeg om naast Stinkflys gewicht ook dat van een paar medepassagiers te dragen. Helaas voor zijn passagiers verspreidt Stinkflys lichaam een sterke smerige geur.
Stinkfly heeft vier ogen op voelsprieten, die alle kanten op kunnen draaien. Hij kan zowel uit zijn ogen als uit zijn mond een kleverig slijm afvuren. De samenstelling van dit slijm kan worden veranderd voor verschillende functies. Zo kan het een vijand vertragen, of het kan veranderen in een uiterst brandbaar gif.
Stinkfly heeft verder een vlijmscherpe staart en vier angels als benen. Stinkfly is net als elk insect zeer kwetsbaar voor chemische giffen. Ook zijn z’n vleugels zeer kwetsbaar en nutteloos indien ze nat worden. Verder kan hij niet zwemmen.

### Upgrade
Upgrade is een Galvanic Mechomorph: een levensvorm per ongeluk gemaakt door Galvans toen hun wetenschappers nanotechnologie introduceerden op de maan rond hun planeet. Deze technologie bond zich met de mineralen van de maan en vormde zo intelligent leven.
Upgrade is een biomechanisch wezen met een huid van vloeibaar metaal en complexe interne systemen van zelfvormende organische circuits. Hij kan zijn lichaam elke gedaante aan laten nemen, en zijn armen omvormen tot fysieke wapens.
Upgrades primaire gave is echter het upgraden van machines. Daar hij van nanotechnologie is gemaakt, kan hij zichzelf fuseren met elk soort machine, en deze functies geven die het originele ontwerp ver te boven gaan. Hij beheerst dit apparaat dan alsof het een onderdeel van zijn eigen lichaam is. Via hetzelfde fusieproces kan Upgrade zich voortbewegen via kabels.
Upgrade kan niet fuseren met biologische wezens, en robots met kunstmatige intelligentie zijn voor hem veel moeilijker om te beheersen.
Ook zonder machines in de buurt is Upgrade een sterke tegenstander. Hij kan plasma afschieten uit zijn oog en simpele wapens maken uit plasma. Daar hij zijn lichaam kan vervormen kan hij als het ware “smelten” om verwondingen te voorkomen. Standaardwapens zijn dan ook nutteloos tegen hem, en Upgrade kan snel regenereren van elk soort verwonding. Omdat hij geheel robotisch is, kan hij overleven in een compleet vacuüm.
Upgrade is wel kwetsbaar voor elektrische aanvallen, elektromagnetische pulsen en corrosie.

### Wildmutt
Wildmutt (in het Nederlands Stomkop) is een Vulpimancer van de planeet Vulpin. Hij is in tegenstelling tot de andere ruimtewezens van de Omnitrix meer een beest dan een intelligent wezen. Wildmutt kan niet praten en heeft geen ogen. Zijn lichaam lijkt op een kruising tussen een leeuw en een gorilla.
Wildmutt kan “zien” dankzij zijn verhoogde reuk en hoorvermogen, en een extra zintuig dat dient als thermografische sensor. Hij kan zich met hoge snelheid voortbewegen door elk soort terrein en is zeer lenig en atletisch. Als wapens heeft hij scherpe klauwen en zijn tanden. Verder kan hij zich oprollen tot een bal vol stekels die door niets of niemand kan worden aangeraakt, en hij kan de stekels op zijn rug afvuren als projectielen (in de serie wordt dit niet gedemonstreerd).
Omdat hij afhankelijk is van gehoor en reuk voor het “zien” van zijn omgeving, is Wildmutt kwetsbaar voor harde geluiden.
In Ben 10: Ultimate Aliens komt ook een Ultimate Wildmutt voor. Ultimate Wilmutt heeft een rode huid, grote witte stekels over zijn ruggengraat, en een schorpioen staart. Deze versie van Wildmutt kan ook praten.

### XLR8
XLR8 (spreek in het Engels uit als accelerate, in het Nederlands als iks el er acht) is een Kineceleran van de planeet Kinet. XLR8 is gemaakt voor snelheid. Qua uiterlijk lijkt hij op een velociraptor, maar met wielen als voeten en een helm met windscherm.
Net als alle Kinecelerans is XLR8 van nature gemaakt voor snelheden. Hij kan snelheden bereiken van 500 mijl per uur, tegen muren oplopen, tornado’s opwekken door snel rondjes te rennen en grote hoeveelheden statische elektriciteit opslaan voor een verrassingsaanval. Met zijn snelheid kan XLR8 meerdere aanvallen achter elkaar uitvoeren. Als extra wapen heeft hij klauwen, die gemakkelijk door voorwerpen heen kunnen snijden.
XLR8’s snelheid gaat samen met snelle reflexen. Hij kan gemakkelijk aanvallen ontwijken. Kinecelerans zijn echter geen krijgers. Ze zijn niet gebouwd voor gevechten en stoppen niet om hun volgende stap te overdenken. De meest ervaren Kinecelerans kunnen de mythische “Speed Zone” betreden, een tijdelijke andere dimensie waar de wereld stilstaat en de realiteit andere regels heeft.

## Extra ruimtewezens uit Ben 10
Vanaf het tweede seizoen van Ben 10 ontdekte Ben een aantal andere ruimtewezens in de Omnitrix. Deze konden na te zijn ontsloten net zo makkelijk worden gebruikt als de overige ruimtewezens.

### Benmummy
Benmummy' (in het Nederlands Benmummie) is een ruimtewezen van het ras Thep Khufan van de planeet Anur Khufos. De Thep Khufan lijkt het meest op een mummie en bestaat vrijwel geheel uit op verband lijkende huid. Zijn soort is ook zeer radioactief. Hij kan zijn “verband” ver uitrekken en ook beheersen als het van hem wordt gescheiden. Dit stelt hem in staat zich op te splitsen om aanvallen te ontwijken, en zijn lichaam andere vormen aan te laten nemen. Het materiaal dat het lichaam van de mummie maakt is relatief zwak, en kan gemakkelijk uit elkaar worden getrokken. Om dit tegen te gaan kan de Benmummy snel regenereren zonder zichtbare schade.
Toen Ben voor het eerst Benmummy werd, had hij moeite om te ontdekken hoe dit regenereren werkt. Hij ontdekte al snel hoe hij zijn verband kon uitrekken, maar heeft nog geen kennis van het hervormen van zijn lichaam. Benmummy’s verband maakt hem zeer licht. Hij kan worden weggegooid door normale mensen of weggeblazen door sterke windvlagen. Desondanks is hij zelf wel zeer sterk. Verder kan hij overleven in een vacuüm.
Ben kreeg deze buitenaardse vorm in de aflevering “Under Wraps”, waarin een ander mummieruimtewezen per ongeluk zijn DNA in de Omnitrix achterliet.

### Benvicktor
Benvicktor is een Transylian van de planeet Anur Transyl, gebaseerd op de Amerikaanse horrorfilm-staat. Hij lijkt te zijn gebaseerd op het monster van Frankenstein. Verder lijkt Benvicktors soort van robotische oorsprong te zijn. Dit stelt hem in staat om zichzelf te versterken met mechanische apparaten.
Benvicktor kan bliksemachtige energie opwekken die zelfs door een vacuüm kan worden afgevuurd. Dit geeft hem ook de gave om zijn lichaam magnetisch te laden en dus muurvast te blijven staan op metalen ondergrond. Zijn metalen lichaam maakt Benvicktor sterk en goed bestand tegen fysieke aanvallen.

### Benwolf
Benwolf is een Loboan van de planeet Luna Lobo, dat eigenlijk een maan van Transylvan is. Hij is een soort buitenaardse weerwolf met sterke kracht en snelheid. Hij heeft ook enkele hondachtige zintuigen die sterker en accurater zijn dan die van een mens. Zijn primaire wapens zijn z’n klauwen en tanden. Verder kan hij een sonisch gehuil voortbrengen dat stenen kan verbrijzelen en, indien naar de grond gericht, Ben de lucht in kan slingeren. Net als alle hondachtigen is Benwolf kleurenblind.
Ben kreeg deze vorm in de aflevering "Benwolf" nadat een andere Loboan aan de Omnitrix had gekrabd. In die aflevering werd de andere Loboan Yenaldlooshi genoemd.

### Cannonbolt
Cannonbolt (in het Nederlands "Kanonbal") is een Arburian Pelarota van de planeet Aruburia. Deze soort is vrijwel uitgestorven. Ben ontdekte deze buitenaardse vorm per ongeluk in het tweede seizoen.
Cannonbolt is een groot en rond wezen, bedekt met een natuurlijk pantser op zijn rug en schouders. Hij kan zich oprollen tot een bal zoals een gordeldier. In deze bal is genoeg ruimte om een voorwerp of persoon te beschermen. In deze balvorm is hij geheel gepantserd en kan vrijwel niets hem stoppen. Zijn pantser is zeer dik en kan energieaanvallen terugkaatsen. Ook is het pantser sterk genoeg om een vrije val van grote hoogte te weerstaan. Door dit sterke pantser kan Cannonbolt in zijn balvorm door vrijwel alles en iedereen heenrollen. Hij heeft echter moeite om zichzelf te sturen en om weer te stoppen als hij eenmaal rolt.
Buiten zijn balvorm om is Cannonbolt zeer traag en onhandig. Zijn enorme omvang en lichaamsvorm maken dat hij zich maar moeilijk voort kan bewegen.
In de serie "Ultimate Alien" ondergaat Cannonbolt een upgrade naar Ultimate Cannonbolt. Hij heeft nu een grijze kleur en krijgt meer bepantsering met onder andere scherpe uitsteeksels.

### Ditto
Ditto is een Splixson van de planeet Hathor. Hij is een klein, mensachtig wezen met de gave om zichzelf onbeperkt te klonen. Elke kloon kan afzonderlijk denken en handelen, ongeacht wat Ben wil, en elke kloon is niet te onderscheiden van de rest. Als een van de klonen gewond raakt, voelen de anderen zijn pijn, en de dood van een kloon resulteert automatisch in de dood van de anderen. De gekloonde Ditto’s kunnen weer fuseren tot een.
Indien de transformatietijd afgelopen is en Ben weer zichzelf wordt, worden de nog actieve Ditto klonen met geweld weer gefuseerd. Als een kloon duidelijk geïsoleerd is van de rest en fuseren derhalve onmogelijk is, reset de timer zichzelf en blijft Ben getransformeerd. Maar het nadeel hiervan is dat de volgende keer dat de Omnitrix geactiveerd wordt, hij sneller ophoudt. Hoewel Ditto zich onbeperkt kan klonen, is geen van de klonen sterker of sneller dan zijn lengte suggereert. Derhalve moeten Ditto’s het vooral doen met slimme tactieken en afleidingen.
Ben zei aan het einde van Divided We Stand dat hij genoeg ge-Ditto'd had. Verder is Ditto maar een keer verder verschenen, dat was in Ready to Rumble.
Ditto verscheen voor het eerst in de aflevering "Divided We Stand".

### Eon
In de film Ben 10: Race Against Time gebruikte de schurk Eon de Omnitrix om Ben te transformeren in een jonge versie van zichzelf. Deze transformatie veranderde ook Bens persoonlijkheid. Dankzij Gwen kon Ben de transformatie weer ongedaan maken.
Eon is een Chronian (wat van het Griekse woord chronos komt, dat "tijd" betekent) en komt van Chronia.
Het is niet bekend of dit een eenmalige transformatie is, of dat Ben voortaan vaker in Eon kan veranderen. Eon kan tijd beheersen en soort paarse ballen afschieten.

### Eye Guy
Eye Guy is een kruising tussen een reptiel en een vleermuis. Hij is een Opticoid van de planeet Sightra. Hij is een prehistorisch wezen wiens hele bovenlichaam bedekt is met ogen. Deze ogen kunnen energiestralen afvuren, waarvan de kracht afhangt van het formaat van het oog. Ironisch genoeg heeft hij geen ogen in zijn hoofd, dat bestaat uit een mond, neus gaten allerlei kanten, en zeer grote oren.
Eye Guy kan zijn ogen samenvoegen tot 1 groot oog op zijn torso om een extra sterke straal af te vuren. Door zijn vele ogen kan hij overal om zich heen kijken. De ogen op zijn schouders vuren ijsstralen af.
Eye Guy maakte zijn debuut in een alternatieve versie van de film Ben 10: Secret of the Omnitrix, waarin hij Heatblast verving in de openingsscène. Hoe Ben Eye Guy heeft verkregen is niet bekend. Eye Guy is Bens 17e ruimtewezen.

### Upchuck
Upchuck (in het Nederlands "Opslok") is een Gourmand van de planeet Peptos XI. Hij heeft vier sterke tongen die hij zeer ver kan uitrekken. Upchucks mond en maag kunnen uitrekken, waardoor hij voorwerpen kan verslinden die groter zijn dan hijzelf.
Als een Gourmand beschikt Upchuck over verschillende met zuur gevulde magen die vrijwel elk materiaal kunnen oplossen. De voorwerpen die hij verslindt en verteert, veranderen in een groot arsenaal van gassen en vloeistoffen die hij als wapens kan uitspugen. Hoewel Upchuck steen, ijzer en zelfs staal kan eten, kan hij weer niet tegen gewoon voedsel.

### Way Big
Way Big (in het Nederlands "Heel Groot" later "mega reus") is een To'kustar, een wezen van ongeveer 67 meter groot. To'kutsar hebben geen thuisplaneet, ze worden geboren tijdens onverwachte kosmische stormen. Zijn uiterlijk doet denken aan een typische tokusatsu superheld, vooral die uit de Ultraserie. Way Bigs formaat geeft hem uitzonderlijke kracht, zelfs in proportie met zijn grootte en onkwetsbaarheid voor de meeste aanvallen. Ook is hij in staat een straal van kosmische energie af te vuren als hij zijn armen kruist, en kan hij in de ruimte overleven.
Way Big verscheen voor de eerste keer in de film Ben 10: Secret of the Omnitrix toen Azmuth hem voor Ben activeerde.
In "Alien Force" heeft Way Big een iets ander uiterlijk, mogelijk omdat de ruimtewezens verouderen samen met Ben.
In Ultimate Alien heeft Way Big ook een ultieme vorm: Ultimate Way Big. Ultimate Way Big is veel groter, sterker, kan vliegen en kan discussen van kosmische energie afvuren. Hij werd exclusief in de laatste aflevering van Ultimate Alien gebruikt om Diagon te bevechten, maar verloor.

### Wildvine
Wildvine (in het Nederlands "Wildrank") is een Florauna van de planeet Flors Verdance. Dit zijn plantwezens met vijf liaanachtige benen, viervingerige klauwen en een venus vliegenvanger als hoofd.
Als plantwezen kan Wildvine elk deel van zijn lichaam laten groeien tot elk gewenst formaat, waardoor hij zijn lichaamsdelen ver kan uitrekken. Ook kan hij als wapen doorns laten groeien. Omdat hij een plant is kan Wildvine fuseren met aardse planten. Hij heeft zaden op zijn rug die dienstdoen als explosieven en kan zijn wortels ondergronds verspreiden voor een aanval.
Net als alle planten is Wildvine afhankelijk van water en zonlicht, en kan niet tegen kou. Daar Ben steeds maar kort in Wildvine verandert, is dit voor hem niet zo’n probleem.
Daar hij ook een plant is, doet rook hem niets, wat te zien was in Super Alien Buddy Adventures, als Kane North een rookbom gooit.

## Oorspronkelijke ruimtewezens uit Ben 10: Alien Force
In Ben 10: Alien Force is de omnitrix gereset, waardoor Ben weer van voor af aan moet beginnen met tien ruimtewezens. Dit zijn andere wezens dan in de vorige serie.

### Alien X
Alien X is een mysterieus ruimtewezen dat zijn debuut maakte in de aflevering "X Equals Ben Plus 2". Hij is een Celestialsapien en hij is van de Mozaïekwereld The Forge of Creation.
Hij is een mensachtige alien met een zwart lichaam met een heelalpatroon. Hij heeft drie hoorns en witte handen. Alien X kan alles wat hij wil laten gebeuren door de realiteit te veranderen, wat hem technisch Bens sterkste transformatie maakt. Hij bestaat uit drie persoonlijkheden: die van woede en agressie (Bellicus), die van liefde en passie (Serena) en die van reden (Ben). Voordat Alien X ook maar iets kan doen, moeten echter een meerderheid van de persoonlijkheden het eens zijn. Aangezien Bellicus en Serena het nooit met elkaar eens kunnen worden, en ze liever discussiëren over oudere onderwerpen, maakt dat dat Ben als Alien X bijna nooit iets gedaan krijgt, ondanks de krachten van dit wezen. Ben veranderd vrijwel nooit in Alien X, vooral omdat hij moeite heeft weer terug te veranderen. Als Alien X praat, praten alle drie de stemmen ook tegelijk.

### Big Chill
Big Chill is een Necrofriggian van de planeet Kylmyys (het Finse woord voor koude). Big Chill is een motachtig wezen wiens vleugels en antennes kunnen worden opgevouwen, waardoor hij eruitziet als een fantoom. Hij kan ontastbaar en onzichtbaar worden, en kan met zijn adem dingen bevriezen. Tevens kan hij voorwerpen waar hij doorheen zweeft bevriezen.
In de serie "Ultimate Alien" ondergaat Big Chill een upgrade naar Ultimate Big Chill. Hij heeft nu een rood uiterlijk en kan ijsvlammen spuwen.

### Brainstorm
Brainstorm is een Cerebrocrustacean, een geniaal krab-achtig ruimtewezen met de mogelijkheid elektrische energie te beheersen en krachtvelden op te roepen met zijn gedachten. Hij praat met een Brits accent. Dit was het eerste wezen waar Ben per ongeluk in veranderde in de serie.

### Chromastone
Chromastone (Nederlands: Chromosteen ) is een Crystalsapien van de planeet Mor' Otesi. Hij is in feite een levend kristal die energie kan absorberen en omzetten tot laserstralen. Hij is vrijwel onkwetsbaar.
Verder was hij in de aflevering 'Secret of Chromastone' de uitverkorene van de planeet van Diamondhead. Hierin was de planeet van Diamondhead verwoest en kon Chromastone die weer opbouwen met zijn speciale krachten. Hier is hij afzonderlijk van Ben.

### Echo Echo
Echo Echo is een klein, wit ruimtewezen wiens lichaam dient als levende versterker. Hij is een Sonorosian en komt van Sonorosia (beide van 'sonar' afgeleid). Hij kan schreeuwen op ultrasonische frequenties en daarmee machines vernietigen of projectielen stoppen. Tevens kan hij zichzelf vermenigvuldigen op ongeveer dezelfde manier als Ditto. Enige verschil is dat de klonen van Echo Echo niet met elkaar verbonden zijn.
In de serie "Ultimate Alien" ondergaat Echo Echo een upgrade naar Ultimate Echo Echo. Hij heeft nu een blauwe huid en luidsprekerachtige uitsteeksels op zijn lichaam. Hij kan nu sonische schijven afvuren.

### Goop
Goop (in het Nederlands Glibber) is een groen, blobachtig ruimtewezen dat van gedaante kan veranderen. Hij is een Polymorph van de planeet Viscosia. Zijn lichaam bestaat uit een groen slijm dat wordt gecontroleerd door een UFO-achtige machine boven zijn hoofd. Als het slijm en de UFO worden gescheiden, zelfs al is het maar op korte afstand, valt het slijm echter op de grond en kan het niets meer doen tot de UFO het weer opraapt. Het slijm is eigenlijk geen levend wezen maar een vorm van de ziel van de UFO. Ben kan het slijm van Goop ook gebruiken als een zeer bijtend zuur dat door van alles heen kan smelten.

### Humongousaur
Humongousaur (in het Nederlands Gigantosaurus) is een Vaxasaurian, een humanoïde dinosaurus van de planeet Terradino. Hij is 4 meter hoog, en heeft kolossale kracht en weerstand tegen verwondingen. Tevens kan hij groeien tot ongeveer 20 meter, waarbij hij sterker wordt en meer dinosaurusachtig.
In de serie "Ultimate Alien" ondergaat Humongosaur een upgrade naar Ultimate Humongosaur. Hij is in deze vorm groter dan in zijn originele vorm en heeft nu een groene huid. Hij kan bovendien zijn hand veranderen in een soort kanon.

### Jetray
Jetray (in het Nederlands Jetstraal) is een Aerophibian van de planeet Aeropela. Hij ziet eruit als een rog die zowel kan vliegen als zwemmen met snelheden boven geluidssnelheid. Hij kan neuroschokken afvuren uit zijn ogen en staart, en de stekels op zijn hoofd bevatten gif.

### Spidermonkey
Spidermonkey (in het Nederlands Slingeraap) is, zoals de naam al aangeeft, een kruising tussen een spin en een aap. Hij heeft zes armen, bovenmenselijke lenigheid, kan webben spinnen en tegen muren opkruipen. Hij is een Arachnichimp van de planeet Aranhaschimmia.
In de serie "Ultimate Alien" ondergaat Spidermonkey een upgrade naar Ultimate Spidermonkey. Hij heeft nu meer weg van een gorilla met vier extra spinnenpoten.

### Swampfire
Swampfire (in het Nederlands Moerasvuur) is een Methanosian van de planeet Methanos. Hij is een plantachtig ruimtewezen met een brandend hoofd. Daarmee lijkt hij op een combinatie van Heatblast en Wildvine uit de originele serie. Swampfire heeft bovenmenselijke kracht, hij kan regenereren, planten manipuleren via een speciaal gas en vuurballen afschieten. Ook, doordat hij veel Methaan gas produceert, stinkt hij enorm. Swampfire was Bens eerste bewuste transformatie in de serie.
In de serie "Ultimate Alien" ondergaat Swampfire een upgrade naar Ultimate Swampfire. Deze versie lijkt op een humanoïde boom en zijn krachten zijn enorm toegenomen.

## Nieuwe ruimtewezens in Ben 10 Alien Force
Na de aflevering War of the World Part 2 kwamen er nieuwe ruimtewezens in de serie. Tevens kwamen oude wezens van Ben weer terug.

### Lodestar
Lodestar (in het Nederlands Poolster) is een Biosovortian. Hij is een zwart ruimtewezen met gele strepen en een metaal zwevend hoofd. Ook heeft hij puntige klauwen en grote puntige schouders. Lodestars kracht is het oproepen van een magnetisch veld zodat hij alle metalen voorwerpen om zich heen kan aantrekken en afstoten. Daarnaast is hij best sterk. Hij kan zichzelf ook regenereren en een krachtveld rond zich leggen.

### Nanomech
Nanomech is een zeer klein robot-achtig wezen. Nanomech is zowel organisch als mechanisch en kan zich razendsnel aanpassen. Hij heeft kleine vleugels op zijn rug en kan met zijn handen energie pulsen afvuren. Ook kan hij zijn lengte aanpassen door zichzelf te laten krimpen.

### Rath
Rath (in het Nederlands Wraak) is een Appoplexian van de planeet Appoplexia. Rath is een groot, op een leeuw of tijger gelijkend ruimtewezen en is zeer sterk. Appoplexians zijn heel agressieve en niet al te intelligente wezens, wat ook te merken is aan Rath. Rath is heel sterk en een enorm goede vechter. Ook heeft hij een uitschuifbare klauw op elke hand.

## Oorspronkelijke ruimtewezens uit Ben 10: Ultimate Alien
De meeste ruimtewezens waarin Ben kan veranderen in de derde serie zijn geüpgrade versies van wezens uit de vorige twee series. Slechts een handvol nieuwe doet zijn intrede in deze serie.

### Water Hazard
Water Hazard (in het Nederlands Waterknaller) is een Orishan van de planeet Hydrosia. Hij werd gescand van het ruimtewezen Bivalvan.
Water Hazard is een rood, kreeftachtig ruimtewezen. Zijn exoskelet is enorm hard en hij kan water afvuren en absorberen via zijn handen. Ook is hij iets sterker dan de gemiddelde mens, en hij kan onder water ademen.

### Terraspin
Terraspin ( In het Nederlands genoemd als Cyclospin - uitgesproken als "saiklospin") is een Geochelone Aerio van de planeet Aldabra. Hij werd gescand van het ruimtewezen Galapagus.
Cyclospin is een schildpad-achtig wezen met gaten in zijn borst, korte benen en grote platte armen met intrekbare klauwen. Hij is in staat in zijn schelp te kruipen en onder hoge druk wind uit de gaten in zijn borst te blazen.

### N-R-G
N-R-G, (in Nederlands: 1-R-GIE) is een Prypiatosian-B (komt van Prypiat, een stad die als gevolg van de kernramp van Tsjernobyl werd geëvacueerd) van de planeet Nucleria. Hij werd gescand van het ruimtewezen P'andor.
N-R-G is een radioactief wezen dat vastzit in een oven-achtig onbreekbaar pantser. Dit pantser houdt zijn radioactiviteit tegen, zodat hij niemand ernstige stralingsziekte kan bezorgen.
Hij kan nog steeds vanuit het pantser radioactieve stralen afvuren en het pantser zelf enorm verhitten. In zijn ware vorm kan P'andor (en dus ook 1-R-GIE) vliegen, kan hij ontastbaar worden en radioactieve stralen afvuren. Net zoals P'andor spreekt 1-R-GIE met een Russisch accent.

### Armadrillo
Armadrillo (in het Nederlands Armadriller) is een Talpaedan van de planeet Terraexcava. Hij werd gescand van het ruimtewezen Andreas.
Een geel, robotachtig en gordeldierachtig ruimtewezen. Zijn armen lijken op grote boren, en hij is in staat om ermee tunnels te graven en aardbevingen te veroorzaken. Zijn pantser en zijn boren zijn wel organisch.

### AmpFibian
AmpFibian is een Amperi van de planeet Amperia. Hij werd gescand van het ruimtewezen Ra'ad.
Een blauw, kwalachtig ruimtewezen dat zowel op land als onder water kan leven. Hij heeft vier armen en twee benen. AmpFibian is een ervaren zwemmer en kan elektriciteit adsorberen en afvuren. Ook kan hij door elektrische leidingen reizen. Hij is in staat de gedachten van anderen te lezen, doordat hij de elektrische impulsen van het zenuwstelsel kan voelen.

## Nieuwe ruimtewezens uit Ben 10: Ultimate Alien

### Fasttrack
Fasttrack (in het Nederlands Snelspoor) is een ruimtewezen met een zwart pak en blauwe handen voeten en hoofd met voor zijn ogen twee kleine zwarte maskers. Hij kan net als XLR8 grote snelheid bereiken en is ook zeer sterk. Snelspoor is een Citrakayah van de planeet Chalybeas.

### Clockwork
Clockwork (in het Nederlands Uurwerk) is een ruimtewezen dat door de tijd kan reizen. Clockwork is een robot met lange armen en een groot vierkant lichaam met een open buik, waarin je de radertjes en het klokmechanisme kan zien. Clockwork heeft ook een tijdstraal om anderen naar een anderen tijd te sturen.

### ChamAlien
ChamAlien is een paars, op een hagedis lijkend ruimtewezen en is een Merlinisapien. ChamAlien heeft drie driehoekige ogen een rode een groene en een blauwe. Hij heeft een lange stekel op zijn hoofd en scherpe tanden. Chamalien heeft een korte staart waar een angel uit kan groeien. Ook kan hij zich camoufleren alleen kan je nog wel zijn schaduw zien, verder is hij glibberig, kan over muren lopen en is sterk genoeg om een vrachtwagen weg te duwen.

### Eatle
Eatle  is een soort kever-achtige alien. Door materie te eten kan hij energie stralen afvuren van zijn hoorn.

### Jury Rigg
Jury Rigg (in het Nederlands Duivelskop) is een klein, rood duivelachtige wezen. Zijn soort en planeet zijn nog onbekend. Hij is in staat om razendsnel machines uit elkaar te halen en weer in elkaar te zetten.

## Ben 10: Omniverse

### Feedback
Feedback is een Conductoid, een ras van aliens die radiogolven kunnen ruiken en energie in elke vorm kunnen manipuleren. Hij wordt door jonge (elfjarige) Ben gebruikt om Malware te verslaan. Maar doordat hij hem te vaak gebruikt, wordt hij door Malware verwijderd uit de Omnitrix. Maar zestienjarige Ben weet hem terug te krijgen, en Malware eens en voor altijd te verslaan.

### Bloxx
(In het Nederlands genoemd als blox.) Deze uit blokken bestaande alien kan zich omvormen tot zowat alles dat men kan maken van blokken, en hij beschikt ook over een onbeperkte voorraad blokken.

### Shocksquatch
ShockSquatch (in het Nederlands Wildschok) is een Yeti-achtige alien die voor het eerst wordt gebruikt tijdens de Ben 10 - Generator Rex Crossover. Shocksquatch kan elektriciteitschokken afgeven en is erg sterk.

### Gravattack
Gravattack (in het Nederlands Graviton) is een Gallilean, een ras van levende Planetoïden. Gravattack is in staat om zwaartekracht te manipuleren. Hij is ook in staat om zich op te rollen tot een miniatuur planeet en een eigen zwaartekrachtsveld te genereren.

### CrashHopper
Crashhopper (in het Nederlands Ramspringhaan) kan enorm hoog springen, en als hij springt hoor je het geluid van een sprinkhaan.

### Articguana
Articguana (in het Nederlands Poolleguaan) is een Polar Manzardill, een iguana-achtige alien die ijs kan spuwen. Hij is voor het eerst gezien in Ben 10.000, waar hij is gebruikt door de mogelijke toekomstige Ben Tennyson. Ben 10 verzint de naam ArticGuana, terwijl Ben 10.000 wou kiezen voor Absolute Zero.

### Ball Weevil
Ball Weevil is een kleine, keverachtige alien, die een klein slijm bubbel uit zijn mond spuugt en kan de bubbel groter maken door de bubbel te rollen, daarna gooit hij de bubbel en ontploft de bubbel.

### Kickin Hawk
Kickin Hawk is een antropomorfisch haanachtig wezen. Hij is snel, behendig en kan hard slaan en, zoals de naam suggereert, schoppen.

### Toepick
Toepick is een Oger-achtige alien met een helm die zijn complete hoofd bedekt. Toepick heeft geen merkbare krachten buiten het feit dat zijn gezicht onbeschrijfelijk lelijk is. Als hij het deurtje van zijn helm opendoet is iedereen die zijn gezicht aanstaart compleet verlamt van angst. Toepick en zijn ras kunnen zels hun eigen gezicht niet aanzien zonder angst te voelen.

### Pesky Dust
Pesky Dust is een Nemuina, een Piskie-achtige alien met een vrouwelijk uiterlijk. Pesky Dust kan vliegen, een stof afscheiden die wezens in slaap kan laten vallen en hun dromen manipuleren. Khyber is doodsbang voor Nemuina's, en dus ook voor Pesky Dust.

### Astrodactyl
Astrodactyil is een Pterodactylus-achtige alien met en jetpack. Astrodactyl kan zijn interne sterrenenergie omvormen in een variëteit aan aanvallen en kan nog uit zijn mond en soort laser bom schieten.
Zijn planet is nog onbekendbaar.

### Bullfrag
Bullfrag is de Omnitrix's Incursian transformatie. Hij werd voor de eerste keer door Ben gebruikt om te infiltreren in de Incursians die de aarde hadden aangevallen. Tot zowel Ben als Attea's verschrikking zijn ze allebei tot elkaar aangetrokken als Ben in Bullfrag verandert.

### Atomix
Atomix is een robot achtige alien. Atomix is verschrikkelijk sterk, kan vliegen en straling genereren, en wordt gezegd Ben's 2de sterkste transformatie te zijn, na Alien X.

## Ruimtewezencombinaties
In de aflevering Dr. Animo and the Mutant Ray steelt Dr. Animo een onderdeel van de Omnitrix. Hierdoor raakt de Omnitrix van slag, en krijgt Ben rare combinaties.ook in een aflevering van omniverse is de toekomstige ben in staat om te veranderen in cambinaties met de biomnitrix
- Stinkarms: het lichaam van Fourarms met de ogen, staart en vleugels van Stinkfly. Hij kan niet vliegen en is minder sterk dan Fourarms.
- Diamondmatter: dit zijn Diamondhead en Grey Matter. Hij is ongeveer een meter groot. Hij is minder slim dan Grey Matter en kan punten uitsteken zoals Diamondhead.
- Heatjaws: een combinatie van Heatblast en Ripjaws. Dit vond Ben een slechte combo, daar de twee elkaars tegenpolen zijn (Ripjaws heeft water nodig, maar Heatblast verzwakt als hij uitdooft). Hij kan met moeite vuur afvuren. Hij kan ook niet lang boven water blijven, en kan zijn vuur ook onder water afvuren.
- Big Chuck: het lichaam van Upchuck en de afwerking van Way Big. Hij is groter dan het gemiddelde huis, maar kan geen kosmische straal afvuren.